# Patrick D'Arcy
Patricio D'Arcy (1598-1668) fue un abogado católico que escribió la constitución de la confederación de irlandeses católicos durante las secuelas de la rebelión que azotó a la isla de Irlanda en 1641.

## Biografía
Fue el séptimo hijo de Sir James D'Arcy, uno de los terratenientes y principales comerciantes de la provincia de Connacht en el oeste de Irlanda. En 1617, D'Arcy marchó a Londres donde estudió derecho en el Middle Temple hasta 1622. Después de regresar a Irlanda, se casó con Elizabeth, viuda de Peter Blake y la hija mayor de Sir Peter French, con quien tuvo un hijo y tres hijas.